# 가야트리 차크라보르티 스피박

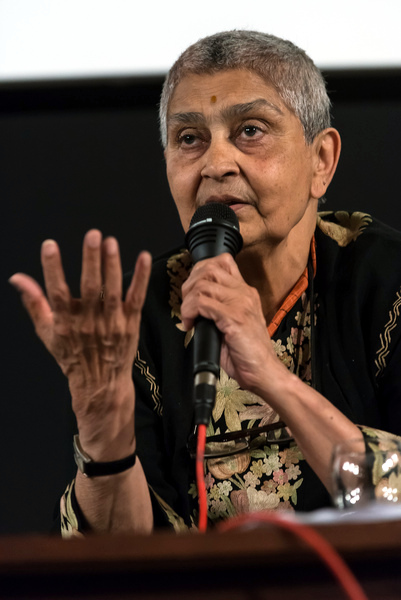

가야트리 차크라보르티 스피박(Gayatri Chakravorty Spivak, 1942년 2월 24일 ~ )은 인도의 학자, 문학 이론가, 페미니스트 평론가이다. 그녀는 컬럼비아 대학교의 대학교 수이자 비교 문학 및 사회 연구소의 창립 멤버이다.
가장 영향력 있는 탈식민주의 지식인 중 한 명으로 여겨지는 스피박은 그녀의 에세이 "서발턴은 말할 수 있는가?"로 알려져 있다.
스피박은 "세계화된 세계와 관련하여 지적 식민주의에 반대하는 인문학을 대변하는 비판적 이론가이자 교육자"로 2012년 교토 예술 및 철학상을 수상했다 . 2013년에 그녀 는 인도 공화국이 수여하는 세 번째로 높은 민간인 상인 Padma Bhushan 을 받았다.
"서발턴은 말할 수 있는가?"에서 , 스피박은 사티 수행에 대한 설명이 부족함을 논의하여 그녀가 서발턴이 말을 할 수 있는지 여부에 대해 숙고하게 한다. 스피박은 표현의 문제를 부인하면서 유럽 중심적 주제에 초점을 맞춘 과정에 대해 쓴다. 그리고 유럽의 주체를 불러냄으로써, 이 지식인들은 '유럽의 타자'를 익명의 벙어리로 구성한다.

## 같이 보기
- 탈식민주의
- 탈식민주의 여성주의
- 비교문학